# Arvid Emanuelsson
Sven Arvid Emanuelsson (ur. 25 grudnia 1913 w Borås, zm. 19 marca 1980 w Varbergu) – piłkarz szwedzki grający na pozycji pomocnika. W swojej karierze rozegrał 35 meczów i strzelił 1 gola w reprezentacji Szwecji.

## Kariera klubowa
Swoją karierę piłkarską Emanuelsson spędził w klubie IF Elfsborg z miasta Borås. Zadebiutował w nim w 1933 roku i grał w nim do 1947 roku. W latach 1936, 1939 i 1940 wywalczył z Elfsborgiem trzy tytuły mistrza Szwecji.

## Kariera reprezentacyjna
W reprezentacji Szwecji Emanuelsson zadebiutował 16 czerwca 1935 roku w wygranym 3:1 meczu Mistrzostw Nordyckich 1933/1936 z Danią, rozegranym w Göteborgu. W 1936 roku był w kadrze Szwecji na igrzyska olimpijskie w Berlinie. Od 1935 do 1946 roku rozegrał w kadrze narodowej 35 spotkań i zdobył w nich 1 bramkę.